# Hyocomium armoricum
Hyocomium armoricum là một loài Rêu trong họ Hypnaceae. Loài này được (Brid.) Wijk & Margad. mô tả khoa học đầu tiên năm 1961.